# Melody
Melodía Ruiz Gutiérrez (Dos Hermanas, Sevilla, 18 d'octubre de 1990), més coneguda com a Melody, és una cantant espanyola de gènere pop i elements flamencs. Va representar Espanya al Festival de la Cançó d'Eurovisió 2025 amb la cançó "Esa Diva", amb la qual havia guanyat el Benidorm Fest 2025. Al certamen eurovisiu quedà en la posició número 24.

## Biografia
Va néixer a Dos Hermanas, Sevilla, en el si d'una família molt relacionada amb la música. El seu pare Lorenzo al costat d'altres familiars, van integrar el grup Los Kiyos. Des de molt petita es va interessar per la música i el ball flamenc. El Fary es va convertir en seu productor executiu i va buscar músics, autors, productors i estudis per donar forma al primer treball. El compositor Adrián va crear per a ella un repertori de cançons, amb algunes aportacions del mateix Fary. Com a productor es va triar a Gustavo Ramudo.
El seu primer àlbum De pata negra va aconseguir l'èxit a Espanya que li va permetre embarcar en gires internacionals per Hispanoamèrica i els EUA. Ha realitzat col·laboracions amb altres artistes, com Andy y Lucas i ha arribat a la fama a la seva primerenca edat. A De pata negra li van succeir els discs: Muévete (2002) T. Q. M. (2003), Melodía (2004) amb el maxisingle La novia es chiquita.
El 2008 va llançar el seu cinquè disc, titulat Los buenos días. Aquest mateix any va col·laborar en la segona temporada de la sèrie Esta casa era una ruïna. El desembre de 2008 va anunciar la seva candidatura per representar Espanya en el Festival de la Cançó d'Eurovisió 2009 al costat del grup de ball Els Vivancos amb la cançó Amante de la luna.
El 19 de febrer Els Vivancos, mitjançant un comunicat, estimen que "no s'han complert els requisits tècnics i artístics necessaris per defensar la seva candidatura amb la qualitat i professionalitat necessàries" i deixen Melody en solitari en la seva carrera per representar Espanya en el Festival de la Cançó d'Eurovisió 2009. Finalment queda en 2a posició per darrere de Soraya Arnelas, atès que el que es produeix en la votació és un empat tècnic entre l'artista sevillana i la cantant extremenya.
A partir de setembre de 2013, Melody concursa al programa Tu cara me suena, que es tracta d'imitar a grans cantants, i hi queda en 2a posició darrere de Edurne. Al juny del 2014 estrena el seu últim treball, Mucho camino por andar, en el qual presenta onze cançons noves i una gira. El primer single d'aquest va ser Hoy me voy amb DJ Pana.

## Discografia
- 2001: De pata negra
- 2002: Muévete
- 2003: T. Q. M.
- 2004: Melodía
- 2008: Los buenos días
- 2014: Mucho camino por andar

## Imitacions a TCMS
| Gala     | Cantant o Grup                            | Cançó                                   | Posició | Punts |
| -------- | ----------------------------------------- | --------------------------------------- | ------- | ----- |
| 1        | Thalía                                    | Arrasando                               | 3a      | 43    |
| 2        | Malú                                      | Aprendiz                                | 2a      | 45    |
| 3        | Bonnie Tyler                              | Holding out for a hero                  | 1a      | 71    |
| 4        | Katy Perry                                | Firework                                | 5a      | 37    |
| 5        | Gloria Trevi                              | Todos me miran                          | 3a      | 39    |
| 6        | Ricky Martin                              | La Copa de la vida                      | 4a      | 42    |
| 7        | Gloria Gaynor                             | I will survive                          | 4a      | 51    |
| 8        | Dolores Vargas                            | Achilipú                                | 3a      | 42    |
| 9        | Pastora Soler                             | Quédate conmigo                         | 6a      | 39    |
| 10       | Cher                                      | The Shoop Shoop Song (It's in His Kiss) | 3a      | 43    |
| 11       | Gwen Stefani (No Doubt)                   | Don't Speak                             | 4a      | 40    |
| 12       | Fernando Olvera (Maná)                    | Clavado en un bar                       | 7a      | 27    |
| 13       | Fiordaliso                                | Yo no te pido la luna                   | 2a      | 53    |
| 14       | Alesha Dixon                              | The boy does nothing                    | 1a      | 57    |
| 15       | Ana Torroja (Mecano)                      | Hijo de la luna                         | 3a      | 45    |
| 16       | Lady Gaga y Christina Aguilera (Amb Angy) | Do What U Want                          | 1a      | 63    |
| 17 (SF1) | Amaia Montero (La Oreja de Van Gogh)      | Puedes contar conmigo                   | 3a      | 46    |
| 18 (SF2) | Rocío Jurado                              | Señora                                  | 1a      | 56    |
| 19 (F)   | Lola Flores                               | A tu vera                               | 2a      | 40%   |